# Carlos Alberto Cuenca
Carlos Alberto Cuenca Chaux (Algeciras, Huila, 6 de agosto de 1975) es un administrador y político colombiano. Es   Representante a la Cámara desde 2008 representando al departamento colombiano de Guainía.

## Trayectoria
Nació en Algeciras (Huila). Estudió Mercadeo en la Universidad Cooperativa de Colombia y tiene una especialización en Marketing Político del Externado y cursa estudios de maestría en comunicación política en la misma universidad. 
Llegó a la Cámara por primera vez en 2008 en reemplazo de Sandra Arabella Velásquez, quien estaba terminando su segundo período en la Cámara y venía de Colombia Democrática, una disidencias del Partido Liberal Colombiano fundada por el expresidente Álvaro Uribe Vélez y su primo Mario Uribe Escobar.
Fue Presidente de la Cámara de Representantes en la legislatura 2019-2020.